# Agrupación (tiro)
En los deportes de tiro, una agrupación de disparos, o simplemente grupo, es el patrón colectivo de impactos de proyectiles sobre un objetivo a partir de múltiples disparos consecutivos realizados a un blanco en una sesión de tiro. Lo ajustado del agrupamiento (la proximidad de todos los disparos entre sí) determina la precisión de un arma y es también una manera de medir la consistencia del arma tanto como la habilidad del tirador. Por otro lado, el desplazamiento de agrupación (la distancia entre el centro del grupo calculado y el punto de mira previsto) es una medida de exactitud.
La estanqueidad de los grupos de disparos se calcula midiendo la distancia máxima entre los dos agujeros de bala en el objetivo (de centro a centro) más dispersos, utilizando comúnmente medidas de longitud como milímetros o pulgadas, unidades de medida que se convierten en medidas angulares como milirradianes ("mils" o "mrads") o minutos de ángulo (MOA), y que expresan la dispersión del grupo independientemente de la distancia del objetivo. Por lo tanto, mediante el uso de mediciones angulares, se puede comparar de manera confiable la estanqueidad relativa de grupos de disparos disparados a diferentes distancias.

## Término utilizados
Para las armas de fuego que dispara un tiro a la vez. El arma se fija en una montura de prueba y se apunta a un objetivo realizándose múltiples disparos utilizando munición del mismo tipo y lote para observar cómo el arma agrupa los disparos con ese determinado tipo de munición. Si el tirador sostiene el arma y dispara, el grupo mide la combinación de la habilidad de la persona y la precisión del arma.
En el tiro con escopeta, la agrupación se denomina patrón o " dispersión ". El patrón indica el grado de dispersión de los perdigones de un solo cartucho, medido como el círculo más pequeño que contiene todos los disparos al objetivo. El cañón de una escopeta puede contar con un choke para ofrecer un alcance más amplio o más estrecho, según el uso previsto. Disparar a corta distancia indica un cañón con orificio cilíndrico para ofrecer un agrupamiento amplio, mientras que para cazar a distancias más largas, como 50 yardas o metros, se recomienda un choke para restringir la dispersión y lograr un patrón más ajustado.
En tiro con arco, una agrupación es el resultado de múltiples flechas disparadas a un objetivo. Una agrupación apretada indica consistencia en la forma del arquero.

## Armas de fuego

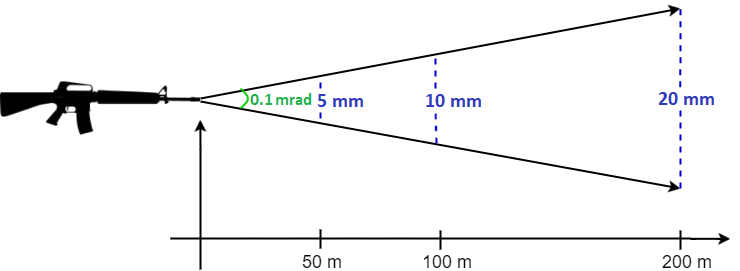
Diagrama que ilustra la relación entre la distancia, el tamaño del grupo en el objetivo (subtensión) y el tamaño del grupo angular.

El punto medio de impacto (MPI) es el centro calculado de la agrupación, que consiste en el promedio de todos los disparos y no necesariamente está ubicado en un agujero en el objetivo. El proceso de reajustar mecánicamente el punto de mira de la mira para que coincida con el MPI se llama apuntar o "poner a cero" el arma. El tamaño de la agrupación se describe como el diámetro del círculo más pequeño que se puede dibujar para contener todos los disparos, normalmente solo se mide desde los puntos centrales de cada impacto (conocido como "tamaño de centro a centro").
Un " flier " o "volador" es un disparo de la misma sesión de tiro que está claramente más alejado del grupo general, considerado el atípico del grupo. Tales disparos pueden ser el resultado de una desviación de la trayectoria causada por cambios inesperados en las condiciones del viento (conocido como " ráfaga "), un estremecimiento muscular del tirador en el momento de apretar el gatillo, algún perno flojo en el mecanismo del arma de fuego., mala sintonización de los armónicos del cañón o inconsistencia en la munición (por ejemplo, peso y aerodinámica de la bala / perdigón, carga y eficiencia del propulsor, velocidad de salida ). Los voladores individuales poco frecuentes pueden descartarse al evaluar cohortes grandes, pero si los voladores aleatorios ocurren con frecuencia, entonces el problema se considera significativo y debe rastrearse hasta su origen.
En el caso de las armas cortas, si un grupo está constantemente descentrado, esto indica que el tirador debe alterar el ángulo del cuerpo o la postura, en lugar de mover el brazo, la muñeca o la mano, que deben permanecer en su posición.

### Unidades métricas
Cuando se utilizan el SI o de unidades métricas, la precisión de tiro se mide en miliradianes ("mil" o "mrad" para abreviar), que es una unidad angular basada en arco que corresponde a 1/1000 de radián, y matemáticamente una unidad angular directa. Relación entre la longitud de un arco circular y su radio . Al imaginar al tirador como el centro de un círculo bidimensional, y sus líneas de visión como rayos que se proyectan desde ese centro, el tamaño del grupo puede considerarse geométricamente como una longitud de arco muy corta y la distancia al objetivo como el radio.
Al medir el tamaño del grupo en milímetros (o en centímetros y luego multiplicarlo por un factor de conversión de 10) y la distancia al objetivo en metros, la conversión entre radianes y miliradianes se cancela y la medida angular se puede calcular muy con la siguiente división:
{\displaystyle {\text{group size in milliradians}}={\frac {\text{group size in millimeters (mm)}}{\text{distance in meters (m)}}}={\frac {\text{group size in centimeters (cm)}}{\text{distance in meters (m)}}}\times 10}
{\displaystyle {\text{1 milliradian at 100 meters distance}}={\text{100 millimeters}}={\text{10 centimeters}}}

### unidades imperiales
Cuando se utilizan unidades imperiales, la precisión de tiro se mide en minutos de arco o minutos de arco (símbolo ′, también llamado "minutos de ángulo", o "MOA" para abreviar). Esta una unidad angular es igual a 1/60 de grado. Entonces, un círculo completo de 360 grados que rodea a un tirador siempre tiene 360 grados. × 60 = 21.600 minutos de arco, y un semicírculo siempre tiene 10.800 minutos de arco.
Al medir el tamaño del grupo como un arco corto (medido en pulgadas ) en un círculo de radio que corresponde a la distancia al objetivo (medido en yardas), la medida angular se puede calcular usando geometría simple:
{\displaystyle {\text{group size in arcminutes}}={\frac {\text{group size in inches}}{{\text{distance in yards}}\times 36\times \pi }}\times 10800={\frac {\text{group size in inches}}{\text{distance in yards}}}\times {\frac {300}{\pi }}\approx {\frac {\text{group size in inches}}{{\text{distance in yards}}\times 0.010472}}}
La fórmula lineal anterior para medir tamaños de grupos usando minutos de arco con unidades imperiales es menos precisa que usando miliradianes con unidades métricas, pero aun así puede ser una buena aproximación dependiendo de las demandas de precisión. Cuando se dispara a un objetivo a 100 yardas de distancia, un grupo de 1 MOA es un círculo de aproximadamente 1,047 pulgada de diámetro, aproximadamente del tamaño de una moneda de un dólar . Esto casualmente se puede redondear a solo 1 pulgada, y el error de redondeo de suponer que 1 MOA equivale a "1 pulgada a 100 yardas" es aproximadamente del 4,5%, lo que se considera aceptable en la mayoría de las aplicaciones de tiro.

### Puntos de referencia
Un rifle de caza mayor se considera preciso si sus disparos son iguales o menores a 1,5 MOA (≈ 0,5 mil), mientras que se espera que un rifle destinado a animales pequeños tenga una precisión de 1 MOA o menos (menos de 0,3 mil, también conocido como "sub-MOA"). Las pistolas suelen ser menos precisas; a una distancia de tiro de 25 yardas, un grupo es aceptable para defensa personal si los disparos caen dentro de un círculo de 4 a 5 pulgadas, que es de 15 a 19 MOA (equivalente a una agrupación de 100-150 mm a 25 metros, que es de 4 a 6 mils), que representa el patrón de disparo necesario para alcanzar los órganos vitales de un objetivo humano. Las pistolas caras y bien mecanizadas demuestran una mayor precisión que las pistolas normales, capaces de agrupaciones de 1,25 pulgadas a 25 yardas, lo que equivale aproximadamente a 5 MOA (equivalente a aproximadamente 30 mm a 25 metros, que es 1,2 mil).

## Arco y flecha
Con el aumento de la habilidad humana en el tiro con arco, un grupo en el blanco es más una medida de la habilidad del arquero. Si un arquero no consigue un agrupamiento consistente, entonces su forma básica necesita mejorar. Si las flechas de un arquero se agrupan en el objetivo pero descentradas, esto muestra una forma básica consistente, y se pueden lograr mejores resultados después de ligeros ajustes.
En lo que respecta al equipamiento, los competidores de torneos y los cazadores con arco usan desde los años 1960 estabilizadores de arco que contrarrestan el par de torsión al disparar la flecha, lográndose una agrupación más estrecha con dicho estabilizador, que agrega masa que se extiende hacia afuera en un brazo de momento, generalmente montado perpendicular al cuerpo del arco, alineado con la trayectoria de la flecha.

## Ejemplos de agrupaciones

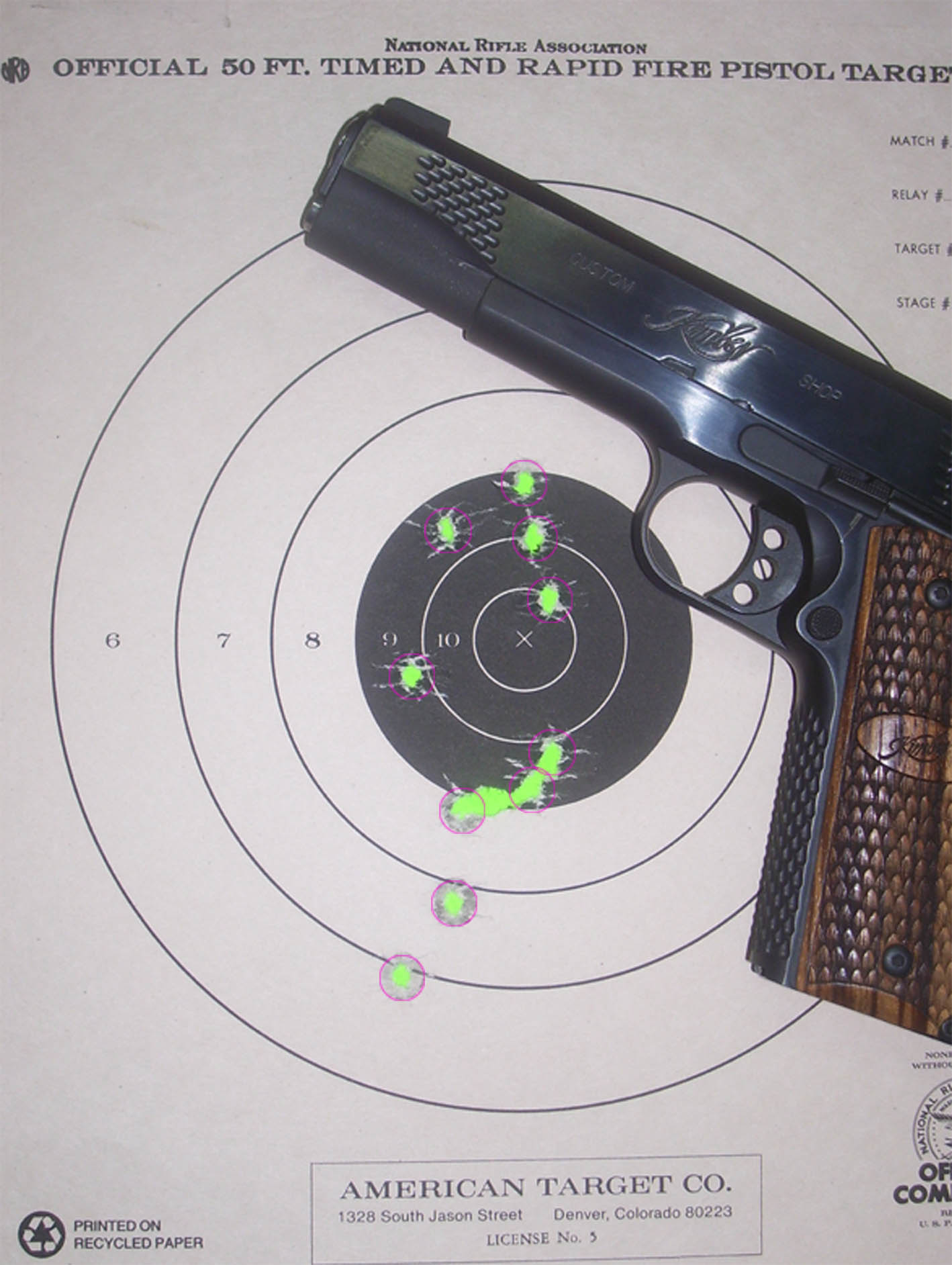
Diana de pistola y papel que muestra agrupaciones de diez disparos.
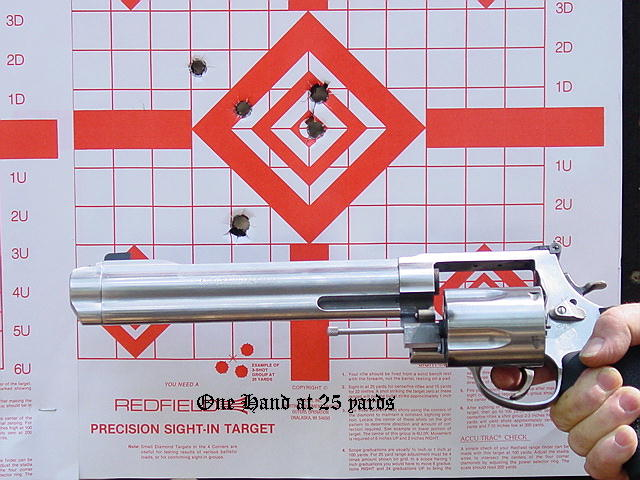
Una agrupación hecha con un revólver de cinco tiros.
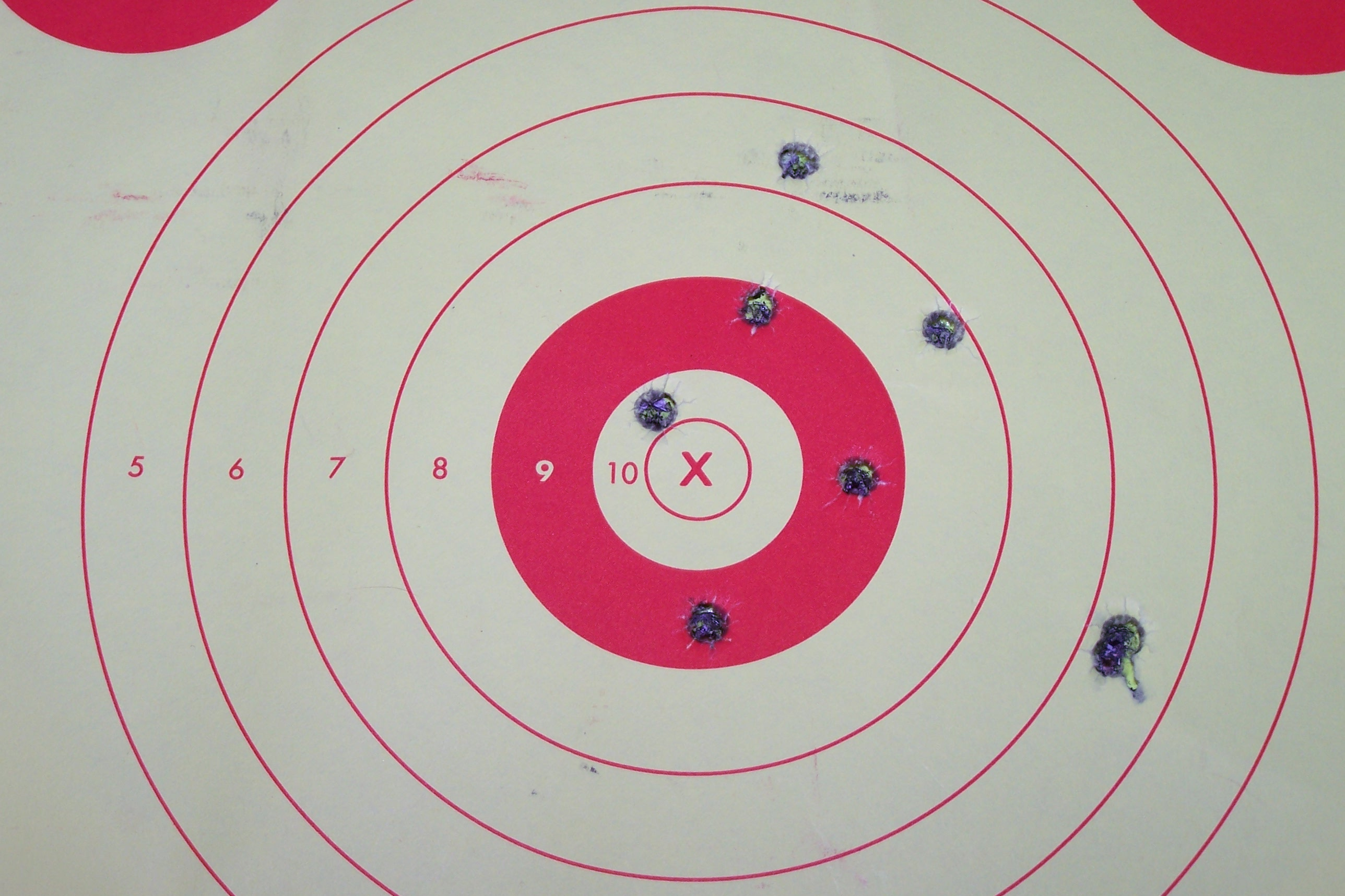
Agrupación de ocho disparos
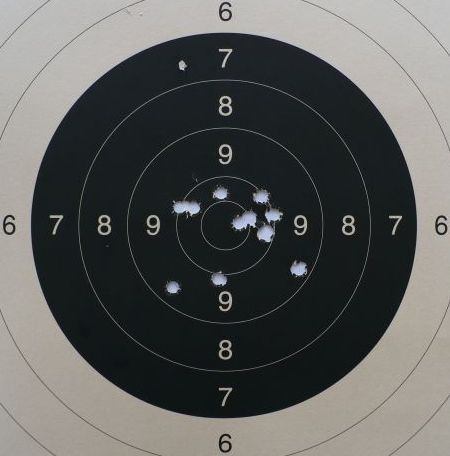
Grupos con una pistola semiautomática
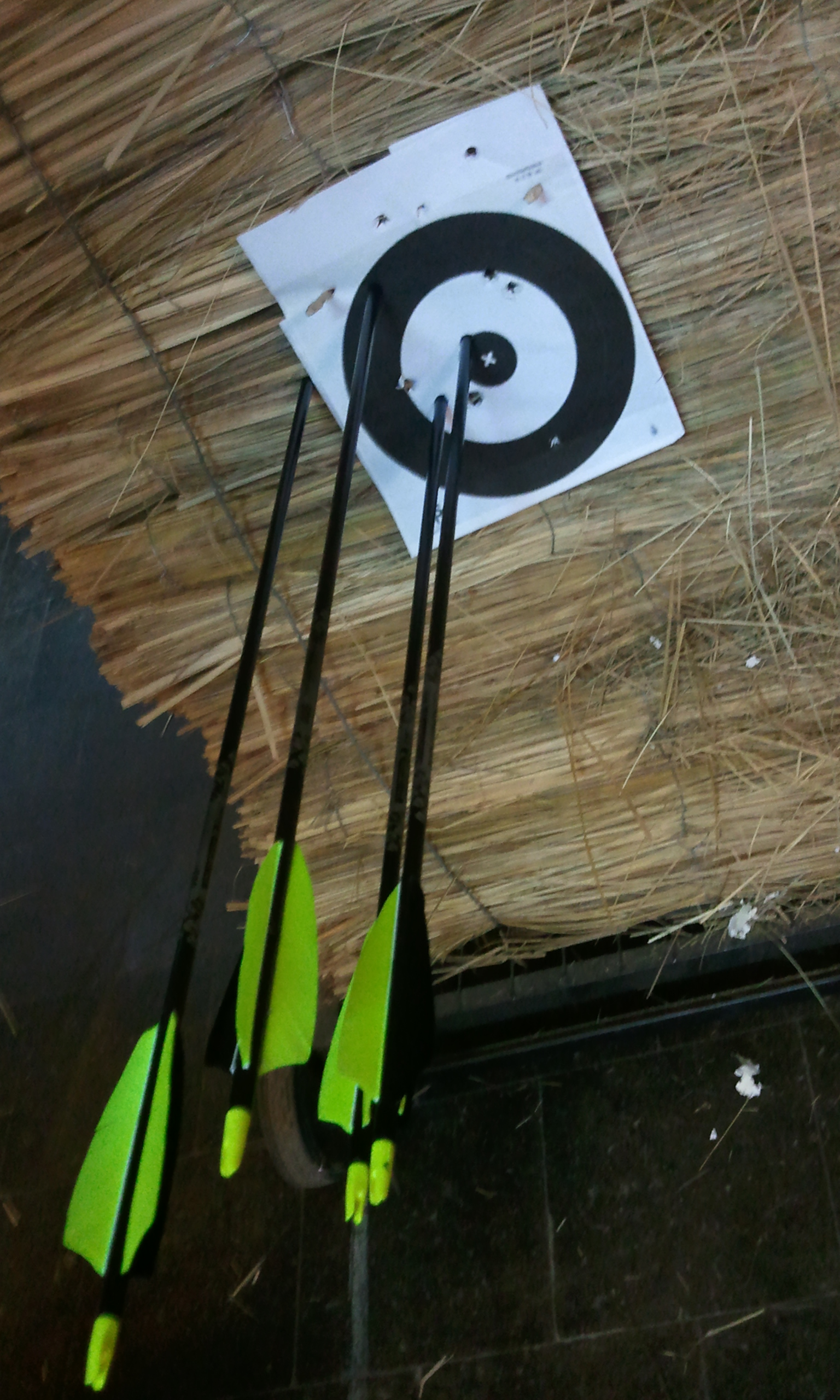
Agrupación con flechas con resultados bastante consistentes pero descentrada.
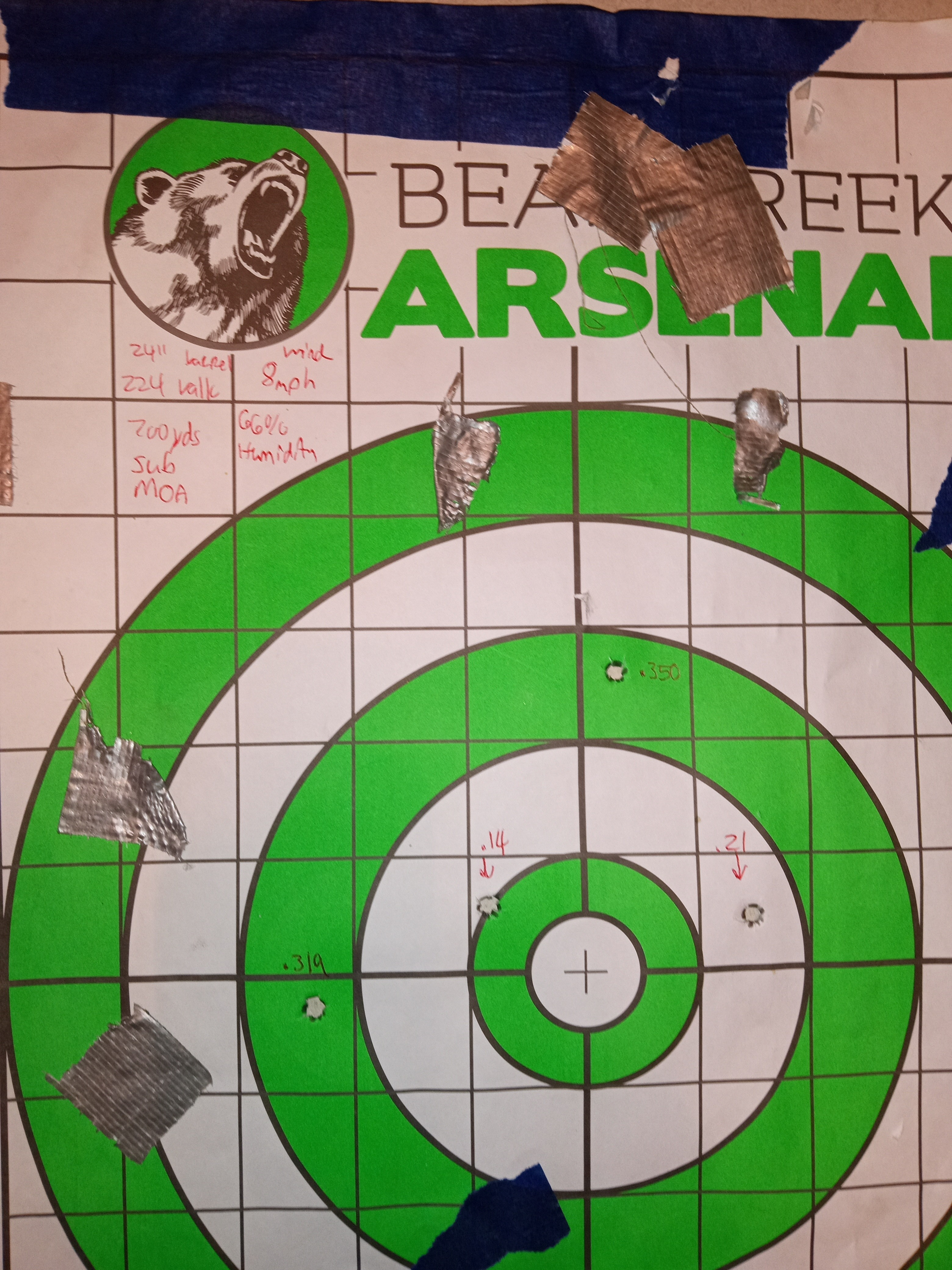
Agrupación de rifles de francotirador